# NGC 7370
NGC 7370 é uma galáxia espiral (S) localizada na direcção da constelação de Pegasus. Possui uma declinação de +11° 03' 30" e uma ascensão recta de 22 horas, 45 minutos e 37,1 segundos.
A galáxia NGC 7370 foi descoberta em 7 de Agosto de 1864 por Albert Marth.